# Agave angustiarum
Agave angustiarum är en sparrisväxtart som beskrevs av William Trelease. Agave angustiarum ingår i släktet Agave och familjen sparrisväxter. Inga underarter finns listade i Catalogue of Life.